# Mutterkompass
Da in einem Flugzeug (wie auch bei Wasserfahrzeugen) durch den Antrieb, den Funk und viele andere technische Anlagen verschiedene elektromagnetische Felder auf die Richtungsanzeige des Kompasses wirken, ist es notwendig, den Kompass auf spezielle Art und Weise im Fluggerät zu verbauen. Aus diesem Grund gibt es das Mutter- und Tochterkompass-System.
Der Mutterkompass wurde im Rumpf des Flugzeuges, meist hinter dem Sitz des Flugzeugführers, fest eingebaut. Er bestand aus einem weitestgehend erschütterungsfrei und hängend gelagerten flüssigkeitsgedämpften Magnetkompass (oder auch einem Kreiselkompass). Das unmagnetische Gehäuse des Kompasses bestand aus Bakelit. An diesem Gehäuse war es möglich, kleine Magnete zur Kompensation des Kompasses anzubringen. Dies erfolgte auf sogenannten Kompensierscheiben.
Die Kompassanzeige wurde elektrisch abgegriffen und auf den Tochterkompass im Armaturenbrett übertragen. Ein Mutterkompass kann beliebig viele Tochterkompasse haben, wie etwa auf großen Wasserfahrzeugen oder großen Flugzeugen.
Das Prinzip des Mutterkompasses und mehrerer Repeater wurde bereits im Jahre 1909 von Elmer Ambrose Sperry in seinem Patent zum Kreiselkompass beschrieben.